# WTA Singapore Tennis Open
WTA Singapore Tennis Open – kobiecy turniej tenisowy kategorii WTA 250 zaliczany do cyklu WTA Tour, rozgrywany na kortach twardych w hali w Singapurze od 2025 roku.

## Mecze finałowe

### Gra pojedyncza kobiet
| Rok  | Zwycięzca     | Finalista | Wynik    |
| 2025 | Elise Mertens | Ann Li    | 6:1, 6:4 |

### Gra podwójna kobiet
| Rok  | Zwycięzcy                       | Finaliści               | Wynik    |
| 2025 | Desirae Krawczyk Giuliana Olmos | Wang Xinyu Zheng Saisai | 7:5, 6:0 |